# Гниломедово
Гниломедово — деревня в Пронском районе Рязанской области России, входит в состав Погореловского сельского поселения.

## География
Деревня расположена в 4 км на юго-запад от центра поселения посёлка Погореловский и в 14 км на юго-восток от райцентра рабочего посёлка Пронск. 

## История
На месте нынешней деревни в XIX веке существовало село Алабино и деревня Гниломедово.
Алабино в качестве деревни упоминается в платежных книгах 1628 и 1629 годов. По окладным книгам 1676 года Алабино уже значится селом с церковью Николая Чудотворца. Каменная церковь в честь святого Николая с приделами св. апостола Андрея Первозванного и св. мученицы царицы Александры построена в 1765 году владельцем Андреем Ивановичем Бурцевым. В состав прихода входили село с 28 дворами, деревни Гниломедова с 36 дворами, Алабинские выселки с 32 дворами, Долгая с 55 дворами, Вязовка с 8 дворами, Долговские выселки с 24 дворами и Любимовка с 26 дворами, в которых числилось мужчин — 723, женщин — 779.  
В XIX — начале XX века село входило в состав Архангельской волости Пронского уезда Рязанской губернии. 
С 1929 года село являлось центром Гниломедовского сельсовета Пронского района Рязанского округа Московской области, с 1937 года — в составе Рязанской области, с 2005 года — в составе Погореловского сельского поселения.

## Население
| 1859 | 1906 | 2010 |
| ---- | ---- | ---- |
| 354  | ↘273 | ↘40  |

## Достопримечательности
Близ деревни находится недействующая Никольская церковь (1765).